# دیگه نمی‌خوام تو باشم
«دیگه نمی‌خوام تو باشم» (انگلیسی: Idontwannabeyouanymore) ترانه‌ای از خواننده و ترانه‌پرداز آمریکایی، بیلی آیلیش از نخستین آلبوم چندآهنگه (ئی‌پی) او به نام به من لبخند نزن (۲۰۱۷) است. آیلیش و برادرش فینیس اوکانل متن ترانه را نوشتند و تهیه‌کنندگی این ترانه را برادرش انجام داده است. این ترانه توسط دارک‌روم و اینترسکوپ رکوردز در ۲۱ ژوئیه ۲۰۱۷ به عنوان پنجمین تک‌آهنگ از این آلبوم چندآهنگه منتشر شد. از نظر موسیقایی، این ترانه یک قطعهٔ پاپ و آراندبی است که با ملودی تحت تأثیر جاز و نئو سول قرار دارد و به شدت از افسردگی بیلی آیلیش الهام گرفته است.

## جدول‌های موسیقی

### جدول‌های هفتگی
| جدول (۲۰۱۸–۲۰۲۰)                     | بالاترین جایگاه |
| ------------------------------------ | --------------- |
| کانادا (۱۰۰ تک‌آهنگ داغ کانادا)       | ۶۰              |
| یونان (آی‌اف‌پی‌آی)                     | ۵۵              |
| ایرلند (ایرما)                       | ۵۴              |
| لیتوانی (آگاتا)                      | ۴۹              |
| هلند (۱۰۰ تک‌آهنگ برتر هلند)          | ۱۴              |
| کره جنوبی (گائون)                    | ۱۷۴             |
| هیت‌سیکر سوئدی (فهرست برترین‌های سوئد) | ۲               |
| تک‌آهنگ‌های بریتانیا (اوسی‌سی)          | ۷۸              |
| بیلبورد هات ۱۰۰ ایالات متحده         | ۹۶              |

| جدول (۲۰۱۹)                                         | جایگاه |
| --------------------------------------------------- | ------ |
| پرتغال (ای‌اف‌پی)                                     | ۱۹۲    |
| کره جنوبی (گائون)                                   | ۱۷۱    |
| فروش ترانه دیجیتال آلترناتیو ایالات متحده (بیلبورد) | ۲۴     |

## گواهی‌نامه‌ها
| منطقه                                   | گواهی         | واحد گواهی‌شده/فروش |
| --------------------------------------- | ------------- | ------------------ |
| استرالیا (آی‌اف‌پی‌آی استرالیا)            | ۴× پلاتین     | ۲۸۰٬۰۰۰            |
| اتریش (فونوگرافی اتریش)                 | پلاتین        | ۳۰٬۰۰۰             |
| برزیل (پرو موزیکا برزیل)                | ۳× پلاتین     | ۱۸۰٬۰۰۰            |
| کانادا (میوزیک کانادا)                  | پلاتین        | ۸۰٬۰۰۰             |
| دانمارک (آی‌اف‌پی‌آی)                      | پلاتین        | ۹۰٬۰۰۰             |
| فرانسه (اس‌ان‌ئی‌پی)                       | پلاتین        | ۲۰۰٬۰۰۰            |
| ایتالیا (اف‌آی‌ام‌آی)                      | طلا           | ۳۵٬۰۰۰             |
| مکزیک (امپروفون)                        | ۲× پلاتین+طلا | ۱۵۰٬۰۰۰            |
| لهستان (زدپی‌ای‌وی)                       | پلاتین        | ۲۰٬۰۰۰             |
| پرتغال (انجمن صنفی گرامافون)            | پلاتین        | ۱۰٬۰۰۰             |
| اسپانیا (سازنده‌های موسیقی)              | پلاتین        | ۶۰٬۰۰۰             |
| بریتانیا (بی‌پی‌آی)                       | پلاتین        | ۶۰۰٬۰۰۰            |
| ایالات متحده (آرآی‌ای‌ای)                 | ۲× پلاتین     | ۲٬۰۰۰٬۰۰۰          |
| رقم فروش+پخش جاری تنها بر پایهٔ گواهی‌ها. |               |                    |